# جيمس روك
جيمس روك (بالإنجليزية: James Rooke؛ بالإسبانية: James Rooke) هو عسكري كولومبي وأيرلندي، ولد في 1770 في دبلن في جمهورية أيرلندا، وتوفي في 28 يوليو 1819 في Paipa ‏.